# Olaf Schuiling
Roelof Dirk (Olaf) Schuiling (Arnhem, 26 februari 1932 – Bilthoven, 19 december 2021) was een Nederlands hoogleraar aan de Technische Universiteit Delft en aan de Universiteit Utrecht. Tevens was hij geoloog en petroloog.

## Leven en werk
Prof. dr. Schuiling werd in 1932 geboren als een zoon van Dirk Schuiling (1882-1966) en van Tonia Hendrika Verkuijl (1898-1984). Na de middelbare school studeerde hij petrologie aan de universiteit. In 1961 promoveerde hij tot doctor. Hij begon zijn carrière als geoloog. Nadien was Schuiling werkzaam als onderzoeker aan de Universiteit Utrecht. Vervolgens was hij een jaar werkzaam als NAVO research fellow aan de Princeton-universiteit. In 1972 werd Schuiling benoemd tot hoogleraar geochemie en experimentele petrologie aan de Universiteit van Utrecht, een positie die hij tot 1997 vervulde. Daarna was hij tot 2003 parttime hoogleraar aan de Technische Universiteit Delft. Eveneens doceerde hij bij UNESCO.

## Schuilings voorstel met mineraal olivijn opname van het broeikasgas CO2
Prof. dr. Schuiling is geestelijk vader van het idee om met het mineraal olivijn een groot deel van het broeikasgas CO2 uit de atmosfeer op te laten nemen. Dit in navolging van Seifritz, die de eerste publicatie over actieve CO2 vastlegging met mineralen verricht had. Olivijn (magnesiumijzersilicaat) is een veel voorkomend mineraal dat gemalen en verspreid over het land reageert met water en CO2. Daardoor ontstaat bicarbonaat dat in water oplost en met het water naar zee afvloeit. In zee slaat het dan neer als kalksteen. Ook vergroot het opgeloste magnesiumijzersilicaat de opname van CO2 extra door een toename van de groei van kiezelwieren, die neerslaan als koraal.

## Virgin Earth Challenge
Het idee om met olivijn klimaatverandering tegen te gaan is ook ingezonden voor de Virgin Earth Challenge. Hier was het een van de 11 finalisten. De Virgin Earth Challenge liep van 2007 tot 2019, toen de wedstrijd stilletjes werd opgeheven zonder de beloofde prijs van 25 miljoen dollar uit te keren.

## Schuiling voorstel de Nederlandse kuststreek op te hogen door de injectie van zwavelzuur in de kalklaag
Eerder baarde Schuiling opzien door zijn voorstel de Nederlandse kuststreek op te hogen door in de kalklaag zwavelzuur te injecteren. De calciumcarbonaat in de laag gelegen kalklaag reageert daardoor tot het volumineuzere CaSO4 (gips). In 1998 heeft de Utrechtse faculteit daartoe een zeer beperkte proef verricht bij 't Rooth bij Maastricht.

## Publicaties
Naast zijn vele wetenschappelijke publicaties verscheen op 16 juni 2017 zijn boek 'Olivijn, steen der wijzen' waarin hij praktische toepassingen biedt voor het gebruik van olivijn.
- Bibliothèque nationale de France: cb124388764 (data)
- International Standard Name Identifier: 0000 0000 4269 4419
- Library of Congress Control Number: nb2006024685
- Nationale Bibliotheek van Israël: 987007383904205171
- Nederlandse Thesaurus van Auteursnamen: 07330669X
- Système universitaire de documentation: 140745343
- Virtual International Authority File: 9940815
- WorldCat: E39PBJkTdvmvv8ddd7mTRT6BT3